# Arrondissement Oloron-Sainte-Marie
Oloron-Sainte-Marie is een arrondissement van het Franse departement Pyrénées-Atlantiques in de regio Nouvelle-Aquitaine. De onderprefectuur is Oloron-Sainte-Marie.

## Kantons
Het arrondissement was tot 2014 samengesteld uit de volgende kantons:
- Kanton Accous
- Kanton Aramits
- Kanton Arudy
- Kanton Laruns
- Kanton Lasseube
- Kanton Mauléon-Licharre
- Kanton Monein
- Kanton Navarrenx
- Kanton Oloron-Sainte-Marie-Est
- Kanton Oloron-Sainte-Marie-Ouest
- Kanton Sauveterre-de-Béarn
- Kanton Tardets-Sorholus

Na de herindeling van de kantons bij decreet van 25 februari 2014, met uitwerking op 22 maart 2015, zijn dat: 
- Kanton Billère et Coteaux de Jurançon (deel 1/5)
- Kanton Le Coeur de Béarn  (deel 32/47)
- Kanton Montagne Basque  (deel 36/66)
- Kanton Oloron-Sainte-Marie-1
- Kanton Oloron-Sainte-Marie-2
- Kanton Orthez et Terres des Gaves et du Sel ( deel 20/40)